# Pic de Serre Mourène
Le pic de Serre Mourène est un sommet des Pyrénées se trouvant sur la frontière franco-espagnole entre le cirque de Troumouse et celui de Barrosa. C'est le deuxième sommet le plus haut du massif de la Munia (3 088 ou 3 090 m) après le pic de la Munia (3 133 m) et devant le pic de Troumouse (3 085 m).

## Géographie

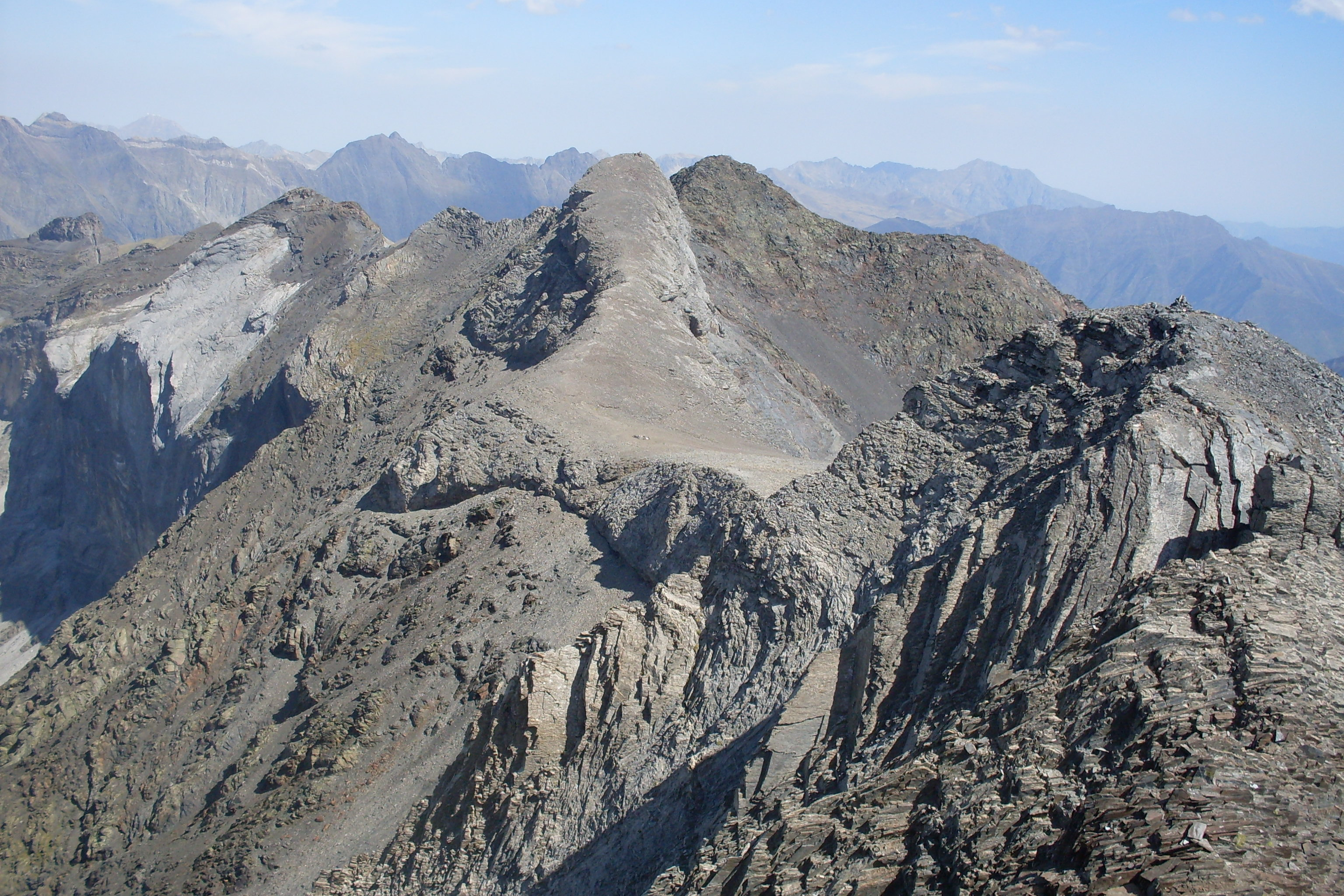
Vue du pic de Serre Mourène (au centre) depuis le pic de la Munia ; juste à droite en arrière-plan, le pic de Troumouse.

### Topographie
Le sommet se trouve au niveau des Pyrénées centrales entre les sommets de la Munia et de Troumouse.

### Hydrographie
Le sommet délimite la ligne de partage des eaux entre le bassin de l'Adour, qui se déverse dans l'Atlantique côté nord, et le bassin de l'Èbre, qui coule vers la Méditerranée côté sud.